# 室長
室長（しつちょう）とは、企業や官公庁・省庁など、組織の部署である「室」の責任者を指す呼称である。

## 概要
官職ないし役職としては中間管理職に相当し、組織の中堅幹部である。一定の業務を束ねる室の事務指導・監督的立場にある者をいう。ほぼ組織に関わりなく序列が決まっている部長、課長、係長などと異なり（課長の下に部長が置かれたり、係長の下に課長が置かれたりする組織は、法で何らの規定がないにもかかわらず、ほとんど存在しない。ただし階級としての巡査部長、看守部長は別であり、いずれも下から2番目、組織上は係長の下の主任級である）、位置づけは組織によって（特に官庁と民間で）大きく異なる。官庁では課長の下である例、民間では上である例が多い。
日本の公務員などにおいては課長と課長補佐（もしくは室長補佐、上席係長など）の間に置かれる場合が多い。本省勤務の国家公務員では俸給7級・8級に該当し、これらは高級官僚と呼ばれる範疇である。中央省庁における室長級分掌官には企画官、専門官などがある。課長級の上位に位置する少数の例外としては、首相、官房長官に直属する各室長（たとえば内閣情報調査室の室長である内閣情報官）があり、これらの格は各省庁の局長級、またはこれを上回る次官級である。
民間企業においては部長と課長の中間、または部長と同格という例が多く、前者の場合は課よりもやや大規模な部門を、後者の場合は部よりもやや小規模なセクションを室と称する例が多い。室長の下に課がいくつか置かれたりすることもある。秘書室長、社長室長、経営企画室長のように小規模であっても中枢部門を統括して部長を上回る権限を持ったり、取締役室長（場合によっては常務取締役○○室長、専務取締役✕✕室長も）という例も上場企業をふくめ多数見られる。こうした、組織の最高幹部待遇としての室長は官庁ではほとんど例がない。この官民の差は、課長という役職の地位が特に中央官庁では民間のそれに比べて相対的に高い（数百人を束ねることも少なくない）こととも関連している。一方では、官庁と同様に、課の下に室を置いている民間企業も存在する。いずれにせよ、法ではもちろん、社会慣行としてもこれといった序列定義が定まってない肩書であるため、地位の上限を判断するのは難しい。